# Distretto di Sanchong
Il distretto di Sanchong (三重區S, Sānchóng QūP) è un distretto della municipalità di Nuova Taipei, situata a Taiwan.